# Willy Spühler
Pour l’article homonyme, voir Willy Spuhler.
Willy Spühler, né le 31 janvier 1902 à Zurich et mort le 31 mai 1990 à Zurich, est un homme politique suisse, membre du Parti socialiste. Il est conseiller fédéral de 1959 à 1969 et président de la Confédération en 1963 et 1968.

## Études et carrière
Il étudie l'économie aux universités de Zurich et de Paris et obtient le titre de docteur en sciences économiques en 1925 (thèse sur Saint-Simon). Il travaille dans le secteur bancaire ; il est économiste auprès de la Fédération internationale des travailleurs de l'alimentation.

## Administration communale et parlement fédéral
Il entre à l'office central de l'économie de guerre. Il devient conseiller administratif de la ville de Zurich de 1942 à 1959 à la tête du département de la santé et des affaires économiques.
Il siège au Conseil national et au Conseil des États. Il est président de la Société suisse de radiodiffusion (1957-1959).

## Conseiller fédéral
Il est élu au Conseil fédéral le 16 décembre 1959 à l'occasion de l'instauration de la formule magique. Il est le 74e conseiller fédéral de l'histoire[réf. nécessaire].

### Ministre des transports et de l'énergie
Au Département des transports et communications et de l'énergie de l'époque, il favorise dès 1963 le passage au nucléaire pour éviter de recourir à des centrales au pétrole et pour compléter les centrales hydrauliques. La première centrale nucléaire construite fut celle de Beznau, mise en service en 1969.
Il se préoccupe du développement des transports alpins et nomme une commission d'experts en 1963.

### Ministre des affaires étrangères
Aux Affaires étrangères, Willy Spühler amorce le débat sur les relations avec l'ONU et dépose en 1969 un rapport sur cette question qui renonce à préconiser une adhésion immédiate. Un discours jugé trop favorable à l'adhésion de la Suisse à l'ONU lui vaut une mauvaise élection à la présidence.
Spühler propose en 1963 d'adhérer à la Convention européenne des droits de l'homme avec deux réserves consécutives à l'absence de vote des femmes (introduit en 1971) et aux articles constitutionnels d'exception (anti-catholiques).
Il se prononce pour la ratification du Traité de non-prolifération nucléaire.
Une semaine après le fameux Québec libre de Charles de Gaulle, il prononce un discours à l'Exposition universelle de Montréal de 1967 en relevant le caractère quadrilingue de la Confédération suisse.
Il dénonce vigoureusement l'invasion de la Tchécoslovaquie en 1968 lors d'un débat au Conseil national.
Pendant toute la durée de son mandat aux affaires étrangères, il se soucie d'accroître les crédits pour l'aide au développement.
Il fut le premier chef de la diplomatie suisse à s'occuper de ce qui allait devenir la CSCE. Il entreprend quelques voyages à l'étranger, notamment en Europe de l'est, qui lui valent les critiques des milieux isolationnistes.

## Retraite active
La retraite venue, il préside la Fondation Pro Helvetia de 1971 à 1977 et est un membre actif de la commission de politique étrangère du Parti socialiste.
Il préside également la Commission pour la présence de la Suisse à l'étranger et effectue à ce titre un voyage aux États-Unis. Il s'intéresse dès lors au sort des Suisses de l'étranger.
D'allure quelque peu aristocratique, il reçut le surnom de lord d'Aussersihl, du nom du quartier zurichois qu'il habite.
Peu médiatique, il respecte parfaitement les règles de la collégialité du Conseil fédéral.
Homme jouissant de la considération générale, il fait évoluer la Suisse dans le sens de l'ouverture vers le monde sur certaines questions de politique étrangère qui trouvent plus tard une solution.
Il occupe les mandats politiques suivants :
- Conseiller national (1938-1955)
- Conseiller aux États (1955-1959)
- Chef du département fédéral des transports, des communications et de l’énergie (1er janvier 1960-31 décembre 1965)
- Chef du département politique (affaires étrangères) (1er janvier 1966-31 janvier 1970)
- Président de la Confédération en 1963 et 1968.

Sa démission ouvre la voie à l'élection du premier socialiste romand, Pierre Graber, qui le remplace le 1er février 1970.